# Loxosoma isolata
Loxosoma isolata är en bägardjursart som beskrevs av Salvini-plawen 1968. Loxosoma isolata ingår i släktet Loxosoma och familjen Loxosomatidae. Inga underarter finns listade i Catalogue of Life.